# Panzerzug Boruta
Der Panzerzug Boruta war ein improvisierter polnischer Panzerzug aus der Zeit des Polnisch-Ukrainischen Krieges von 1919 und des Polnisch-Sowjetischen Krieges von 1920.

## Geschichte
Der Panzerzug Boruta wurde im Januar 1919 aufgestellt und als P.P. Nr. 13 „Boruta“ (P.P.: Pociąg pancerny, deutsch: Panzerzug) gelistet.

## Technische Daten

### Lokomotive

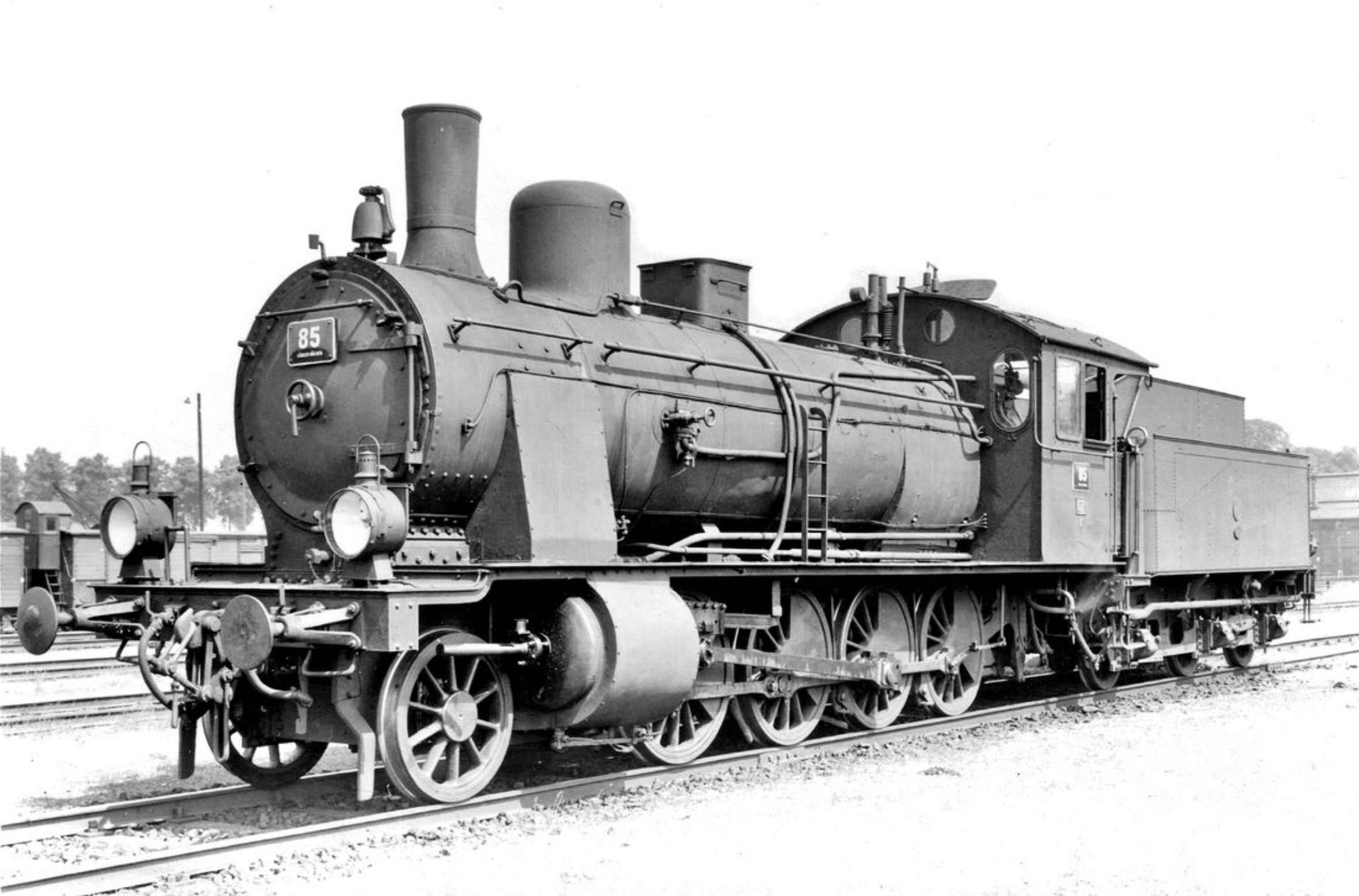
Ungepanzerte Preußische G 7.3

Die Dampflokomotive des Panzerzug Boruta war komplett gepanzert. Dabei handelte es sich um eine Preußische G 7.3.

## Einsatz
Während des Polnisch-Ukrainischen Krieges wurde der Panzerzug Boruta kaum eingesetzt und als Sicherungszug im Hinterland eingesetzt.
Der Panzerzug Boruta wurde, zusammen mit dem Panzerzug Lis-Kula, auf der Eisenbahnstrecke zwischen Połock und Maladsetschna eingesetzt. Dabei kam es bei der Landenge zwischen den Seen Dolgoje und Świda, in der Nähe der Dörfer Zahac und Ziabki, zu einem Artillerieduell. Weiterhin unterstützten beide Panzerzüge Angriffe, um den Rückzug der 3. und 8. polnischen Infanteriedivisionen zu schützen.
Am 17. Mai 1920 wurden beide Panzerzüge dem Kommandeur der 17. polnischen Infanteriedivision, General Adolf Kuczewski, unterstellt. Der Auftrag für den Panzerzug Boruta lautete hierbei, den Bahnhof von Królewszczyzna zu sichern. Als die Lokomotive des Panzerzugs Lis-Kula am 20. Mai bei einem Gefecht beschädigt wurde, unterstützte der Panzerzug Boruta das Gefecht, damit sich der Panzerzug Lis-Kula zurückziehen konnte.
Am 4. Juli 1920 begann die zweite Offensive der polnischen Truppen an der Westfront. Die Panzerzüge Boruta, Lis-Kula und Panzerzug Mściciel wurden hier als Unterstützung zur Einnahme der Ortschaft Parafinowo abgestellt. Nach den ersten erfolgreichen Kämpfen ging die Initiative an die feindlichen Truppen über. Die Panzerzüge sicherten nun die Evakuierung der eigenen Truppen. Beim Rückzug zerstörten die Panzerzüge Brücken, Wassertürme, Bahnhöfe, Weichen und Telefonnetze. Dabei kam es zu Gefechten mit feindlicher Artillerie und Panzerzügen.
Während der Kämpfe um Hrodna, die in der Nacht vom 18. auf den 19. Juli 1920 begannen, wurden die polnischen Verteidiger vom Panzerzug Boruta und Panzerzug Mściciel unterstützt. Nach dem Durchbruch der Verteidigung und der drohenden Zerstörung der verminten Brücke über den Niemnie zogen sich die polnischen Truppen westlich der Stadt zurück. Die beiden Panzerzüge, welche auf der Eisenbahnlinie zwischen Grodno und Sokółka verkehrten, unterstützten nun die Rückzugskämpfe im Raum Grodno. Mit der Unterstützung der eigenen Truppen besiegte der Panzerzug Boruta eine bolschewistische Kavallerieeinheit in der Nähe des Dorfes Bakuny. Er unterstützte auch seine eigene Infanterie beim Gegenangriff auf Nowy Dwór am 24. Juli. Am Abend des 24. Juli beschädigte der Feind die Gleise, auf denen sich der Panzerzug Boruta bewegte. Einsetzendes, schweres Artilleriefeuer zerstörte den Panzerzug bei Kuźnica vollständig.

## Zugpersonal
- Zugkommandant Hauptmann Łysakowski Tadeusz
- Leutnant Frasunkiewicz Tadeusz
- Leutnant Ramza Zygmunt
- Sanitätsleutnant Liebfeld Henryk